# Білед
Білед (рум. Biled) — комуна у повіті Тіміш в Румунії. До складу комуни входить єдине село Білед.
Комуна розташована на відстані 433 км на північний захід від Бухареста, 25 км на північний захід від Тімішоари.

## Населення
За даними перепису населення 2002 року у комуні проживали 6297 осіб.
Національний склад населення комуни:
| Національність   | Кількість осіб | Відсоток |
| ---------------- | -------------- | -------- |
| румуни           | 5715           | 90,8%    |
| цигани           | 192            | 3,0%     |
| угорці           | 182            | 2,9%     |
| німці            | 174            | 2,8%     |
| серби            | 7              | 0,1%     |
| болгари          | 7              | 0,1%     |
| українці         | 6              | 0,1%     |
| росіяни-липовани | 2              | < 0,1%   |
| словаки          | 2              | < 0,1%   |
| чехи             | 1              | < 0,1%   |
| поляки           | 1              | < 0,1%   |

Рідною мовою назвали:
| Мова       | Кількість осіб | Відсоток |
| ---------- | -------------- | -------- |
| румунська  | 5798           | 92,1%    |
| циганська  | 168            | 2,7%     |
| угорська   | 154            | 2,4%     |
| німецька   | 153            | 2,4%     |
| сербська   | 7              | 0,1%     |
| болгарська | 6              | 0,1%     |
| українська | 5              | 0,1%     |
| російська  | 3              | < 0,1%   |
| словацька  | 2              | < 0,1%   |

Склад населення комуни за віросповіданням:
| Релігія                                       | Кількість осіб | Відсоток |
| --------------------------------------------- | -------------- | -------- |
| православні                                   | 5031           | 79,9%    |
| римо-католики                                 | 602            | 9,6%     |
| п'ятдесятники                                 | 508            | 8,1%     |
| греко-католики                                | 59             | 0,9%     |
| реформати                                     | 22             | 0,3%     |
| баптисти                                      | 22             | 0,3%     |
| адвентисти                                    | 5              | 0,1%     |
| не релігійні                                  | 2              | < 0,1%   |
| старообрядці                                  | 1              | < 0,1%   |
| лютерани (Синодально-пресвітеріанська церква) | 1              | < 0,1%   |
| лютерани                                      | 1              | < 0,1%   |
| атеїсти                                       | 1              | < 0,1%   |
| не вказали релігію                            | 6              | 0,1%     |

## Зовнішні посилання
- Дані про комуну Білед на сайті Ghidul Primăriilor [Архівовано 14 березня 2012 у Wayback Machine.]